# Rolls-Royce Cullinan
Rolls-Royce Cullinan (рус. Каллинэн, рус. Каллинан) — кроссовер от компании Rolls-Royce,  официально представленный в 2018 году. Первый кроссовер в истории компании Rolls-Royce.

## Название
Автомобиль получил название в честь крупнейшего алмаза в истории человечества «Куллинан».

## Платформа
Автомобиль базируется на алюминиевой платформе Aluminium-Spaceframe Architektur (ASF) с интегрированной рамой, на которой также построен Rolls-Royce Phantom. Двигатель серии N74 6.75 л V12 мощностью 571 л. с. Крутящий момент — 800 Нм, 8-ступенчатая АКПП ZF и постоянный полный привод. Длина автомобиля превышает 5 метров, но при этом автомобиль короче, чем Rolls-Royce Phantom.

## Цена в России
В России Каллинан представлен 29 мая 2018 г. Объявленная цена начинается с 25 миллионов рублей и не имеет верхней границы: всё зависит от пожеланий заказчика.